# Otoyol M50
Otoyol M50 – seria miejskich autobusów klasy MINI produkcji tureckiej firmy Otoyol. Autobusy te produkowane były na bazie samochodów ciężarowych na licencji Iveco.
Produkowana była także odmiana M50, M24, krótsza od M50 o 65 cm i niższa o 18. Poza tym M50 zabiera większą liczbę pasażerów.
Umieszczenie w tych autobusach silnika z przodu powoduje, że pierwsze drzwi przesunięte są za przednią oś, a drugie drzwi umieszczono na tylnym zwisie.
Największą wadą tych minibusów jest bardzo wysoki poziom podłogi — 102 cm oraz wąskie drzwi, o szerokości 85 cm.
Około 26 sztuk tych pojazdów zostało sprowadzone do Polski w latach 1996–1998.